# Подкладка

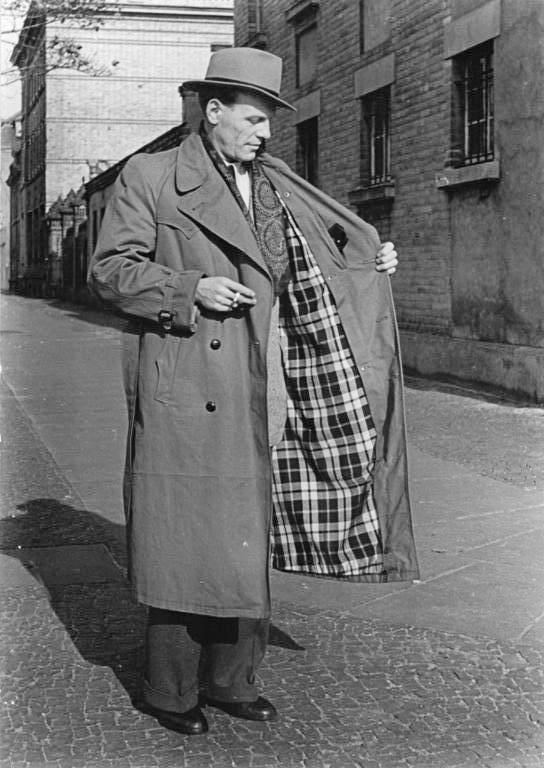
Высококачественный тренчкот с отстёгивающейся декоративной клетчатой подкладкой производства Лейпцигской швейной фабрики. 1953

Подкла́дка — ткань, пришитая с изнанки одежды для укрепления швейного изделия (придания ему толщины и формы) и предотвращения истирания верхней ткани. Обычно подкладку выполняют из скользящей ткани, чтобы одежду на подкладке было легко надевать и снимать. На подкладку пальто и костюмов идут шёлковые ткани (саржа, сатин, атлас), хлопчатобумажные ткани (сатин, ластик, шотландка). Для утепления иногда шьют подкладку из шерстяных тканей.
Детали подкладки выкраиваются по деталям верха с обязательными припусками, чтобы подкладка не стянула верх и не исказила внешний вид изделия. Иногда в плащах и куртках подкладку ставят только до пояса. В мужских брюках, чтобы не вытягивались колени, подкладку ставят под передние половинки. Подкладка может выполнять в модели декоративные функции, в таких случаях она часто выполняется из клетчатой ткани.